# Biurakn Hakhverdian
Biurakn Hakhverdian (Leiden, 4 de outubro de 1985) é uma jogadora de polo aquático neerlandesa, campeã olímpica. Ela é de origem iraniana-arménia.

## Carreira
Biurakn Hakhverdian fez parte do elenco medalha de ouro de Pequim 2008.